# Stadsholmen
Stadsholmen je název ostrova v centru Stockholmu na kterém se rozkládá daleko největší část historického centra města Gamla stan
(další části leží na malých ostrovech Riddarholmen, Helgeandsholmen a Strömsborg). Označení Gamla stan se v běžné řeči někdy používá i pro samotný ostrov, i když to není přesné, protože staré město se rozkládá také na výše uvedených ostrůvcích v okolí.

## Název a poloha
Název ostrova doslovně znamená ostrov města, protože v těchto místech byl založen původní Stockholm, který se teprve postupně rozrůstal na další ostrůvky v okolí a posléze i na další větší ostrovy a poloostrovy, které tvoří současné hranice Stockholmu. Ostrov má mírně nepravidelný tvar, největší délka (od severu k jihu) je asi 700 metrů a největší šířka (od západu k  východu, v severní části ostrova) je přibližně 650 metrů (v jižní části je ostrov užší) a celková rozloha ostrova je cca 33 hektarů. Délka pobřeží ostrova je zhruba 2200 metrů a je z velké částí přístupné.

## Památky
Protože na ostrově leží největší část historického centra Gamla stan, nachází se zde velké množství památek, zejména:
- Katedrála svatého Mikuláše (Storkyrkan, Stockholms domkyrka).
- Stockholmský palác: oficiální reprezentační sídlo švédské královské rodiny.
- Budova švédského parlamentu (Riksdagshuset).
- Nobelmuseet (Muzeum Nobelovy ceny)
- Celá řada historicky cenných domů ze 17. a 18. století.

## Mosty
Stadsholmen je propojen s dalšími ostrovy a částmi města několika mosty:
- Strömbron (na severu) a Vasabron (na severozápadě) vedou do čtvrti Norrmalm, která leží severně od Stadsholmen.
- Norrbro a Stallbron (oba na severu) vedou na blízký malý ostrov Helgeandsholmen na severu (mezi ostrovem Stadsholmen a čtvrtí Norrmalm).
- Slussen, Södra Järnvägsbron a Centralbron vedou na velký ostrov (a současně čtvrť) Södermalm, jižně od Stadsholmen.
- Riddarholmsbron (Riddarholmský most, na západě) vede na malý ostrov Riddarholmen (kde se nachází Riddarholmskyrkan a řada výstavných paláců).
- Norra Järnvägsbron (Severní železniční most, na severozápadě ostrova) vede do Tegelbacken a do železniční stanice Stockholms Centralstation.

## Fotogalerie

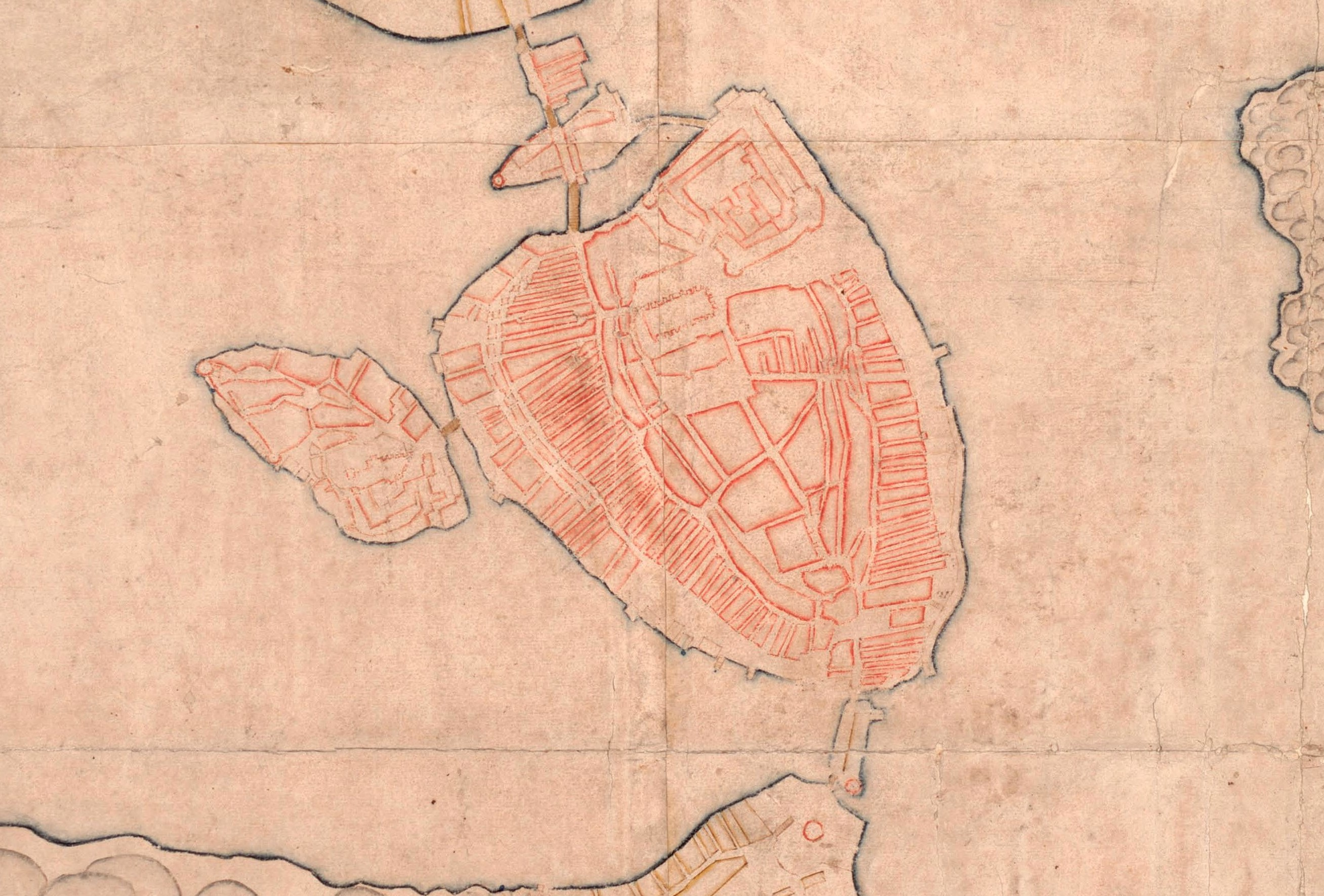
Mapa Stadsholmen (a okolních ostrůvků) před 1547
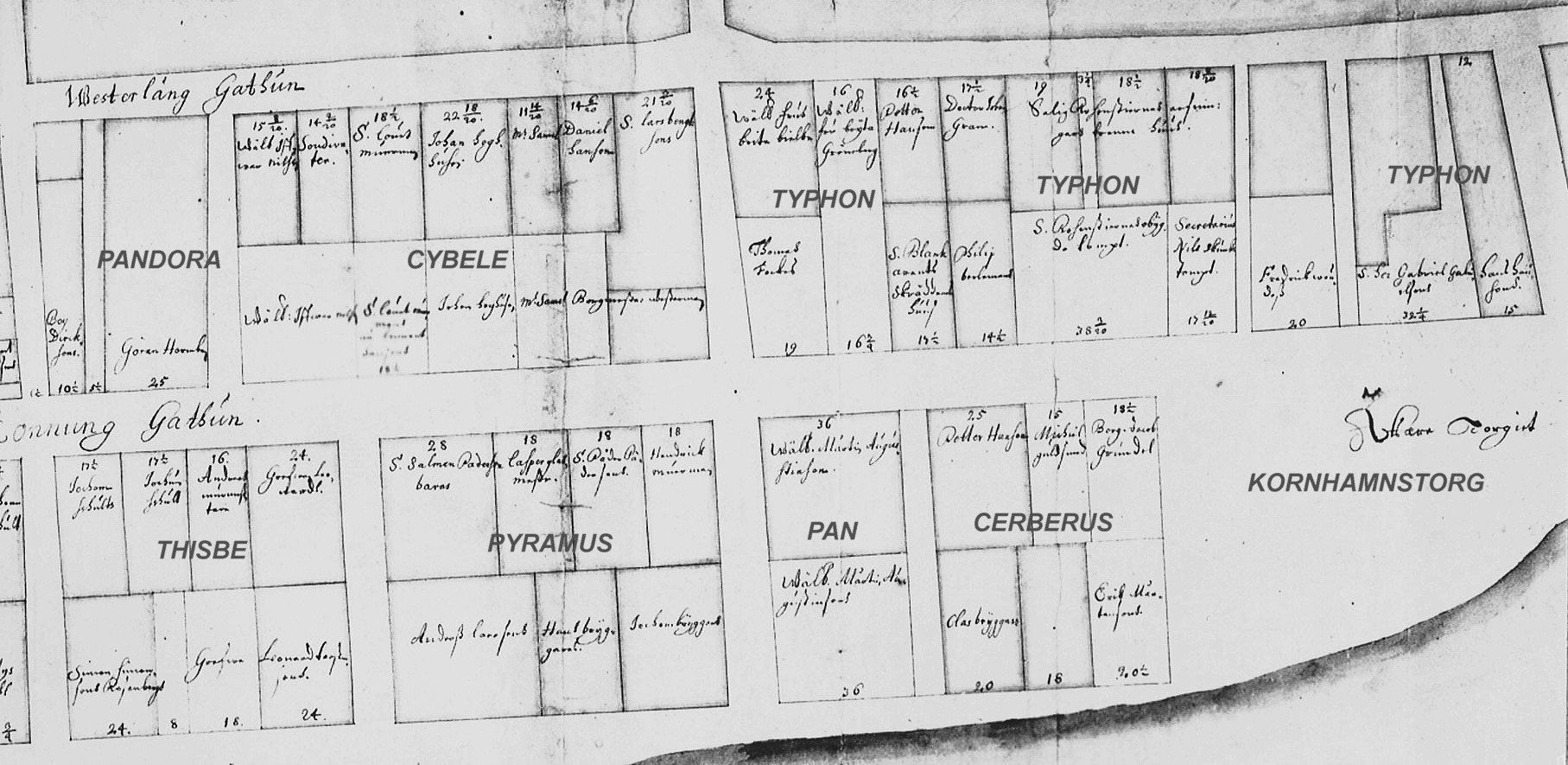
Mapka jihozápadní části ostrova 1651
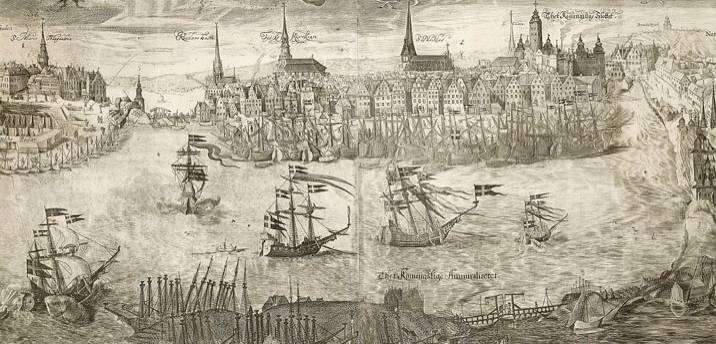
Pohled od východu 1650
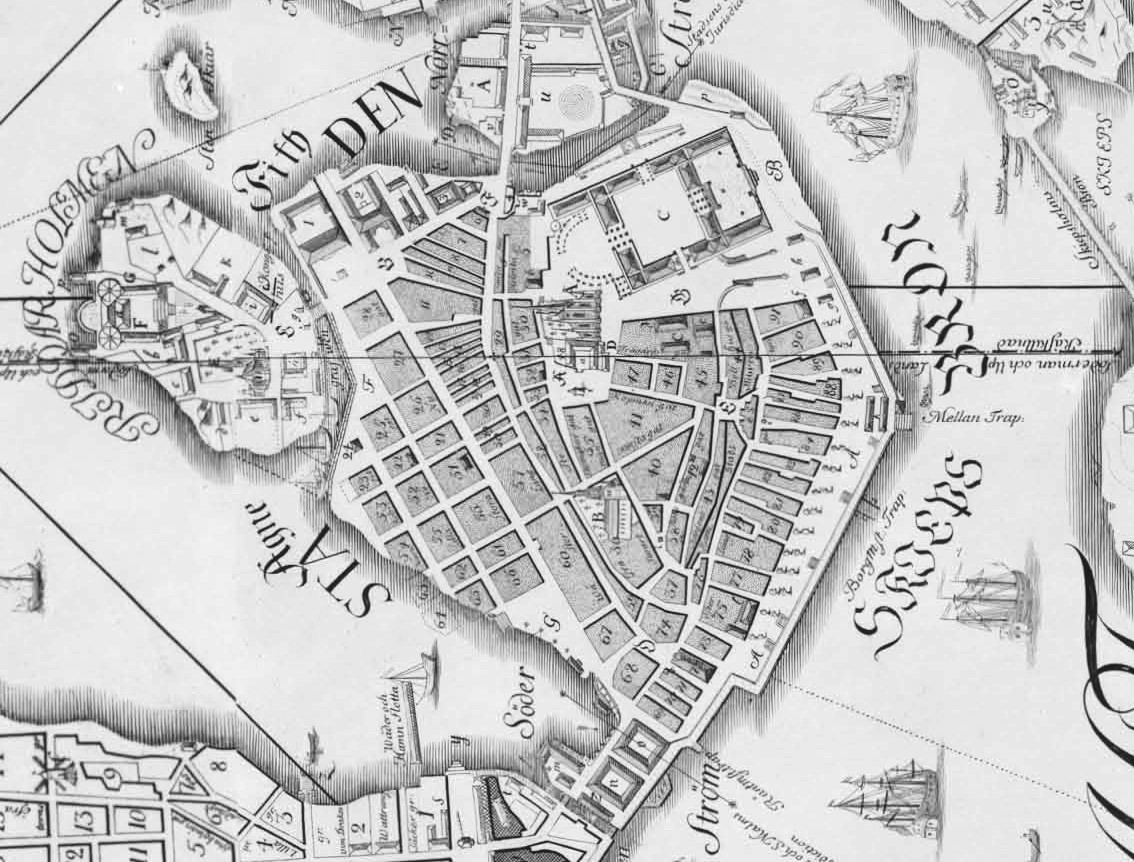
Mapa ostrova 1733
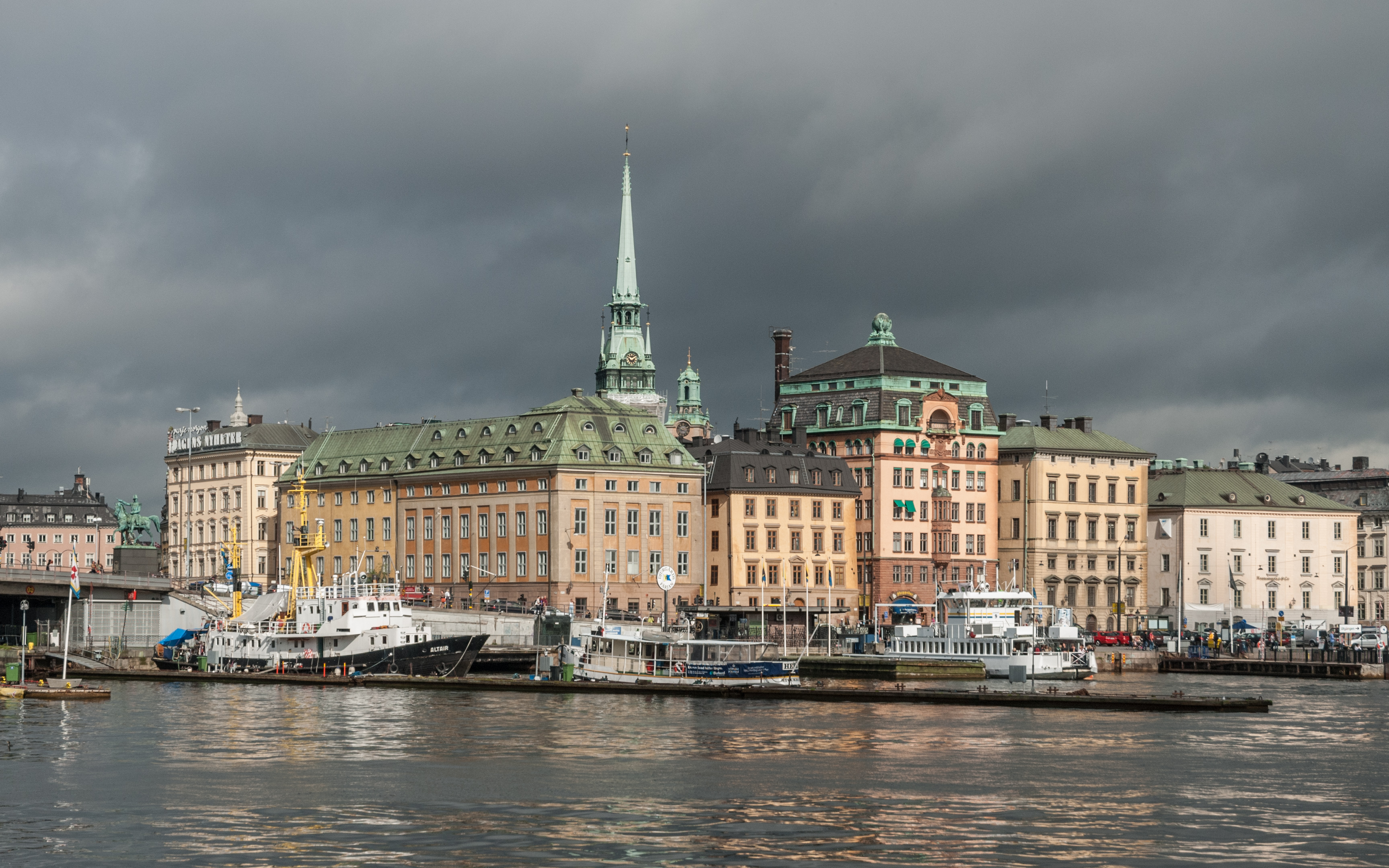
Budovy na jižním výběžku ostrova